# Weimarski klasicizam
Weimarski klasicizam (njem. Weimarer Klassik) je njemački književni i kulturalni pokret, čiji su predstavnici afirmirali novi oblik humanizma iz sinteze ideja romantizma, klasicizma i prosvjetiteljstva.
Pokret Weimarer Klassik trajao je trideset i tri godine, od 1772. do 1805. i pripadali su mu značajni intelektualci kao Johann Wolfgang Goethe, Johann Gottfried Herder, Friedrich Schiller i Christoph Martin Wieland. U razdoblju od 1788. do 1805. pokretom su dominirali Goethe i Schiller.

## Razvoj

### Pozadina
Njemačko prosvjetiteljstvo proizašlo je od sinteze empirizma i racionalizma kako su ga razvili Christian Thomasius (1655. – 1728.) i Christian Wolff (1679. – 1754.). Ovu se filozofiju vrlo jako populariziralo u mnogim časopisima i novinama i bitno je usmjerila kasnije širenje njemačke i europske kulture.
Nemogućnost zdravorazumskog gledišta da uvjerljivo spoji “osjećaje” i “razum”, “tijelo” i “um”, potaklo je Immanuela Kanta da razvije svoju epohalnu “kritičku” filozofiju. Drugi, iako ne tako apstraktni, pristup ovom problemu bila je prevladavajuća briga o problemima estetike. U svojem djelu Aesthetica iz 1750. (drugi svezak; 1758.)  Alexander Baumgarten (1714. – 1762.) je definirao “estetiku” kao “znanost nižih sposobnosti” (npr. osjećaja, dojmova, mašte, sjećanja i dr.), koje su raniji mislioci prosvjetiteljstva zanemarivali. Pojam je međutim izazvao nerazumijevanje zbog Baumgartenovog pisanja na latinskom jeziku i kasnijih njemačkih prijevoda i to je posljedično često dovelo do lažnog umanjivanja njegovih dostignuća. To nije bilo istraživanje ukusa ni osjećaja kao takvog, već prije put u spoznaju. Baumgartenov naglasak na potrebu takvog “osjećajnog” znanja bio je značajni poticaj razvoju “predromantizma” poznat kao Sturm und Drang (1765.) čiji su najpoznatiji predstavnici neko vrijeme bili Johann Wolfgang von Goethe i Friedrich Schiller.

### Kulturalni i povijesni kontekst
Kao posljedica Goetheovog rivalstva i udaljavanja od Wielanda i Herdera, često se navodi da je pokret Weimarskog klasicizma trajao od Goetheovog prvog boravka u Rimu (1786.) i smrti njegovog bliskog prijatelja i suradnika Schillera (1805.), umanjujući tako pogotovo Wielandov utjecaj na njemački intelektualni i pjesnički život. Kao početak Weimarskog klasicizma se, dakle, može smatrati dolazak Wielanda (1772.), a njegov kraj se može produljiti preko Schillerove smrti sve do smrti Wielanda (1813.) ili čak Goethea (1832).
Goethe je u Italiji imao za cilj ponovo otkriti sebe kao pisca i postati likovnim umjetnikom, kroz formalnu obuku u rimskoj "Europskoj školi umjetnosti". Iako je bio neuspješan kao slikar, izgleda da ga je Italija učinila boljim piscem.
Schillerova evolucija kao pisca bila je vrlo slična Goetheovoj. Počeo je kao pisac divljih, nasilnih djela nabijenim emocijama. U kasnim 1780-ima vratio se na klasičniji stil. U 1794. Schiller i Goethe postali su prijatelji i saveznici u projektu postavljanja novih standarda za književnost i umjetnost u Njemačkoj.
Weimarski klasicizam je dobio ime zbog izuzetne važnosti četiriju nositelja pokreta, pogotovo Goethea i Schillera koji su u ono doba boravili u vojvodstvu Sachsen-Weimar. Inspirirani Winckelmannovim  djelima Gedanken über die Nachahmung der griechischen Werke in der Malerie und Bildhauerkunst ("Misli o oponašanju grčkih djela u slikarstvu i kiparstvu"; 1755.) i Geschichte der Kunst des Alterthums (Povijest antičke umjetnosti; 1764.), Goethe i Schiller su razvili književnu potragu i praksu oponašanja klasičnih modela antičke Grčke, istinski poduhvat društvenog i kulturalnog preporoda kroz estetske koncepte i vrijednosti, gdje je organska cjelovitost i harmonija (među ostalim klasičnim vrijednostima, djelomično potaknutih prosvjetiteljstvom) od središnje važnosti i izvor inspiracije.
Istovremeni i bujajući književni pokret njemačkog romantizma bio je u opreci s weimarskim njemačkim klasicizmom, pogotovo sa Schillerom. Goethe je uporno i oštro napadao taj pokret u mnogim svojim esejima kao npr. u eseju “O diletantizmu”, u umjetnosti i književnosti. Nakon Schillerove smrti, kontinuitet ovih kritika djelomično rasvjetljuje kontinuitet Goetheovih ideja u umjetnosti i kako se one također prožimaju sa znanstvenim razmišljanjem, što dokazuje dosljednost Goetheovog rada. Weimarski klasicizam se može promatrati kao pokušaj pomirenja u "binarnoj sintezi", živopisne osjećaje naglašene u pokretu Sturm und Drang s čistim razumom naglašenom u pokretu prosvjetiteljstva, što implicira da je weimarski klasicizam konzistentno neplatonski. Goethe je o tome napomenuo:
Središnja koncepcija njemačkog klasicizma bila je “harmonija” (također “totalitet” ili “cijelost”), ranije preuzeta kao temeljni element grčke kulture i dubinski je prožela weimarski klasicizam, koji se razvio tokom razdoblja socijalnih nemira i previranja. Ona nije imala za cilj stremljenje platonskoj savršenosti, niti prema univerzalnosti kao što su to promicali njemački romantičari i kasnije sistematizirao Hegel. Zapravo, ona je isključiva ekspresija partikularnog nesavršenog integriteta. Slično tome, Goethe je tvrdio da ova dva pola, klasicizam i romantizam, mogu biti upotrjebljene u umjetnosti za postizanje izvrsnosti i diskrecije i da naivna i sentimentalna forma pjesništva, koja je izražena redom u klasicizmu i romantizmu, ostaje unutar uzajamne međuovisnosti.
Weimarski pokret bio je značajan i zbog toga što je uključio mnoge pisce žene. Časopis Die Horen je objavio radove mnogih žena, uključujući roman u nastavcima, Agnes von Lilien, Schillerove šogorice Caroline von Wolzogen. Druge žene autorice čiji su radovi objavljeni u časopisu su Sophie Mereau, Friederike Brun, Amalie von Imhoff, Elisa von der Recke i Louise Brachmann.
Između 1786. i Schillerove smrti 1805. on i Goethe zalagali su se da vrbuju što veću skupinu pisaca, filozofa, učenjaka i umjetnika u njihov pokret. Ova će mreža autora i mislioca kasnije postati poznata kao ‘weimarski klasicizam’ i postat će dio kulturnog i političkog pokreta Njemačke 19. stoljeća koji će dovesti do ujedinjenja Njemačke.

## Estetski i filozofski principi
Osnovne misli kojima su se koristili Goethe i Schiller su:
1. Gehalt: neizraziv “osjećaj-misao” koji je živ u umjetniku i opažatelj nalazi način kako ga izraziti u estetskoj formi, stoga Gehalt je implicitan s formom. Gehalt djela ne može se svesti na njegov Inhalt.
2. Gestalt: estetska forma, u kojoj je "osjećaj-misao" djela stratificiran, proizlazi iz reguliranja oblika (mogu biti retorički, gramatički, intelektualni itd.) apstrahiranih od svijeta ili stvorenih od umjetnika, s osjetilnim odnosima koji vladaju unutar primijenjenog medija.
3. Stoff: Schiller i Goethe primjenjuju ovaj pojam (gotovo isključivo) za oblike preuzete iz okoline ili koje su stvorene. U umjetničkom djelu, Stoff (definirana kao “Inhalt” ili “sadržaj” kad je promatrana u tom kontekstu) treba biti “indiferentna” (“gleichgültig”), ne bi trebala buditi pretjeran interes oduzimajući pažnju od svoje estetske forme. Doista, Stoff (tj. medij kroz kojeg umjetnik stvara) treba biti u potpunom stanju jedinosti s Gestaltom umjetničkog djela od kojeg ne može biti apstrahiran osim po cijenu uništenja estetskih odnosa koje je umjetnik stvorio.

## Značajni autori

### Christoph Martin Wieland
Christoph Martin Wieland bio je prvi pisac koji je stigao u Weimar. Godine 1772. pozvala ga je vojvodkinja Anna Amalia of Brunswick-Wolfenbüttel odnedavno udovica i regent vojvodstva Sachsen-Weimar, kako bi podučavao njenog sina Karla Augusta. Weimar je ostao Wielandov dom do njegove smrti. Tu je 1773. osnovao Der Teutsche Merkur, koji je pod njegovim uredništvom (1773. – 1789.) postao najutjecajniji književni časopis u Njemačkoj.

### Johann Gottfried Herder
Godine 1776., godinu dana nakon svog dolaska, Goethe se pobrinuo da Herder bude pozvan u Weimar, pošto se cijenio njegovo djelo još od strazburških godina.

### Johann Wolfgang Goethe i Friedrich Schiller
Iako su napisana mnoga djela koja odišu razigranošću i obiluju turbolentnom ironijom (npr. Wilhelm Meister, Faust i West-östlicher Divan, do te mjere da se weimarski klasicizam kitilo dvostrukim ironičnim imenom “weimarski romantizam”, ipak se mora shvatiti da se Goethe dosljedno distancirao od estetskih normi romantizma i nije uzimao u obzir ironiju kao estetski element. Slično onome što je Schiller napisao o poeziji Gottfrieda Augusta Bürgera, to može djelomično objasniti raznoliku prirodu književnih djela ovih pisaca što otežava jasnu kategorizaciju istih. Osim književnih djela, ovi su autori napisali niz znanstvenih i filozofskih eseja u raznim časopisima, pogotovo na temu estetike.
Schiller je tijekom tog razdoblja bio posebno plodan u svom književnom stvaralaštvu za vrijeme kojeg je napisao Wallenstein (1799.), Maria Stuart (1800.), Djevica orleanska (1801.), Mesinska nevjesta (1803.) i Wilhelm Tell (1804.).

## Najznačajnija djela tog razdoblja

### Christoph Martin Wieland
- Alceste, (kazališna predstava, 1773., premijera: Weimar, 25. svibnja 1773.)
- Die Geschichte der Abderiten, (roman o Abderi, Leipzig 1774. – 1780.)
- Hann und Gulpenheh, (roman u stihovima, Weimar 1778.)
- Schach Lolo, (roman u stihovima, Weimar 1778.)
- Oberon, (roman u stihovima, Weimar 1780.)
- Dschinnistan, (svezak I-III, Winterthur 1786. – 1789.)
- Geheime Geschichte des Philosophen Peregrinus Proteus, (roman, Weimar 1788./89.; Leipzig 1791.)
- Agathodämon, (roman, Leipzig 1796. – 1797.)
- Aristipp und einige seiner Zeitgenossen, (roman o Aristipu, svezak I-IV, Leipzig: Göschen 1800. – 1802.)

### Johann Gottfried Herder
- Volkslieder nebst untermischten anderen Stücken (1778. – 1779., ²1807.: Stimmen der Völker in Liedern)
- Ideen zur Philosophie der Geschichte der Menschheit (eseji,svezak I-IV, 1784. – 1791.)
- Briefe zur Beförderung der Humanität, (zbirka eseja, 1791. – 1797.)
- Terpsichore, (Lübeck, 1795.)
- Christliche Schriften, (5 zbirki, Riga, 1796. – 1799.)
- Metakritik zur Kritik der reinen Vernunft, (esej, I + II dio, Leipzig 1799.)
- Kalligone, (Leipzig 1800.)

### Johann Wolfgang (von) Goethe
- Egmont (“Trauerspiel”, započet 1775., tiskan 1788.)
- Wilhelm Meisters theatralische Sendung (roman, 1776., tiskan 1911.)
- Stella. Ein Schauspiel für Liebende (kazališna predstava, 1776.)
- Iphigenie auf Tauris (“Ifigenija na Tauridi”, kazališna predstava, tiskan 1787.)
- Torquato Tasso (kazališna predstava, 1780., tiskan 1790.)
- Römische Elegien (1788. – 1790.)
- Venezianische Epigramme (1790.)
- Faust. Ein Fragment (1790.)
- Beiträge zur Optik (“Teorija boja”, 1791./92.)
- Der Bürgergeneral (kazališna predstava, 1793.)
- Reineke Fuchs (heksametarski ep, 1794.)
- Unterhaltungen deutscher Ausgewanderten (“Dijalozi njemačkih izbjeglica”, 1795.)
- Das Märchen, (“Zelena zmija i predivni leptir”, bajka, 1795.)
- Wilhelm Meisters Lehrjahre (, roman, 1795./96.)
- Faust. Eine Tragödie (“Faust” I, 1797., prvo izdanje 1808.)
- Novelle (1797.- )
- Hermann und Dorothea ( heksametarski ep, 1798.)
- Die natürliche Tochter (kazališna predstava, 1804.)
- Die Wahlverwandtschaften (“Izborna srodstva”, roman, 1809.)

### Friedrich (von) Schiller
- Don Karlos, (kazališna predstava, 1787.)
- Über den Grund des Vergnügens an tragischen Gegenständen, (esej, 1792.)
- Augustenburger Briefe, (eseji, 1793.)
- Über Anmut und Würde, (esej, 1793.)
- Kallias-Briefe, (eseji, 1793.)
- Über die ästhetische Erziehung des Menschen, (, eseji, 1795.)
- Über naive und sentimentalische Dichtung, (esej, 1795.)
- Der Taucher, (pjesma, 1797.)
- Die Kraniche des Ibykus, (pjesma, 1797.)
- Ritter Toggenburg, (pjesma, 1797.)
- Der Ring des Polykrates, (pjesma, 7987.)
- Der Geisterseher, (1789.)
- Die Bürgschaft, (pjesma, 1798.)
- Wallenstein (trilogija kazališnih predstava, 1799.)
- Das Lied von der Glocke (pjesma, 1799.)
- Maria Stuart (kazališna predstava, 1800.)
- Die Jungfrau von Orleans (“Djevica Orleanska”, kazališna predstava, 1801.)
- Die Braut von Messina (“Nevjesta iz Messine”, kazališna predstava, 1803.)
- Das Siegesfest (pjesma, 1803.)
- Wilhelm Tell “(kazališna predstava, 1803./04.)
- Die Huldigung der Künste (pjesma, 1804.)
- Demetrius (kazališna predstava, nedovršena, 1805.)

### Goethe i Schiller u suradnji
- Die Horen (uređivao Schiller, časopis, 1795. – 96.)
- Musenalmanach (mnogi autori, 1796. – 97.)
- Xenien (pjesme, 1796.)
- Almanach (mnogi autori, 1798. – 00.)
- Propyläen (časopis, 1798. – 01.)

## Utjecaj
Dva najistaknutija predstavnika Weimarskog klasicizma, Goethe i Schiller, posebno su utjecali na mnoge njemačke umjetnike. Njihova su djela proučavali mnogi pisci i filozofi kao Hegel, Schopenhauer i Nietzsche. Glazbenici su bili inspirirani njihovim djelima u svom stvaralačkom radu kao npr. Ludwig van Beethoven, Paul Dukas, Wolfgang Amadeus Mozart i Carl Friedrich Zelter. Kroz prevoditeljski rad škotskog filozofa Thomasa Carlylea, koji je preveo neke od njihovih radova i napisao Schillerovu biografiju, ovi su njemački mislioci postali dostupni stanovništvu engleskog govornog područja sredinom 19. stoljeća.
Neke od Goetheovih ideja iz Teorije boja imale su utjecaj na neke znanstvenike kao što je Charles Darwin. Goetheov spektar boja se još uvijek koristi.

### Primarna
1. Schiller, J. C. Friedrich, On the Aesthetic Education of Man: In a Series of Letters, ed. and trans. by Wilkinson, Elizabeth M. and L.A. Willoughby, Clarendon Press, 1967.

### Sekundarna
1. Amrine, F, Zucker, F.J., and Wheeler, H. (Eds.), Goethe and the Sciences: A Reappraisal, BSPS, D. Reidel, 1987, ISBN 90-277-2265-X
2. Bishop, Paul & R.H. Stephenson, Friedrich Nietzsche and Weimar Classicism, Camden House, 2004, ISBN 1-57113-280-5.
3. —, ‘Goethe’s Late Verse’, in The Literature of German Romanticism, ed. by Dennis F. Mahoney, Vol 8 of The Camden House History of German Literature, Rochester, N. Y., 2004.
4. Borchmeyer, Dieter, Weimarer Klassik: Portrait einer Epoche, Weinheim, 1994, ISBN 3-89547-112-7.
5. Buschmeier, Matthias; Kauffmann, Kai: Einführung in die Literatur des Sturm und Drang und der Weimarer Klassik, Darmstadt, 2010.
6. Cassirer, Ernst, Goethe und die geschichtliche Welt, Berlin, 1932.
7. Ellis, John, Schiller’s Kalliasbriefe and the Study of his Aesthetic Theory, The Hague, 1970.
8. Kerry, S., Schiller’s Writings on Aesthetics, Manchester, 1961.
9. Nisbet, H.B., Goethe and the Scientific Tradition, Leeds, 1972, ISBN 0-85457-050-0.
10. Martin, Nicholas, Nietzsche and Schiller: Untimely Aesthetics, Clarendon Press, 1996, ISBN 0-19-815913-7.
11. Reemtsma, Jan Philipp, “Der Liebe Maskentanz”: Aufsätze zum Werk Christoph Martin Wielands, 1999, ISBN 3-251-00453-0.
12. Stephenson, R.H., ‘The Cultural Theory of Weimar Classicism in the light of Coleridge’s Doctrine of Aesthetic Knowledge’, in Goethe 2000, ed. by Paul Bishop and R.H. Stephenson, Leeds, 2000.
13. —, ‘Die ästhetische Gegenwärtigkeit des Vergangenen: Goethes “Maximen und Reflexionen” über Geschichte und Gesellschaft, Erkenntnis und Erziehung’, Goethe-Jahrbuch, 114, 1997, 101-12; 382-84.
14. —, ‘Goethe’s Prose Style: Making Sense of Sense’, Publications of the English Goethe Society, 66, 1996, 31-41.
15. —, Goethe’s Conception of Knowledge and Science, Edinburgh, 1995, ISBN 0-7486-0538-X.
16. Wilkinson, Elizabeth M. and L.A. Willoughby, ‘“The Whole Man” in Schiller’s theory of Culture and Society’, in Essays in German Language, Culture and Society, ed. Prawer et al., London, 1969, 177-210.
17. —, Goethe, Poet and Thinker, London, 1972.
18. Willoughby, L.A., The Classical Age of German Literature 1748-1805, New York, 1966.

## Veze
- Ernst Cassirer
- Samuel Taylor Coleridge
- Sigmund Freud
- Johann Gottlieb Fichte
- Johann Georg Hamann
- Johann Gottfried Herder
- Friedrich Hölderlin
- Alexander von Humboldt
- Wilhelm von Humboldt
- Karl Gustav Jung
- Christian Gottfried Körner
- Johann Heinrich Meyer
- Karl Philipp Moritz
- Friedrich Nietzsche
- Jean-Jacques Rousseau
- Friedrich Wilhelm Joseph Schelling
- Svjetska književnost
- Christoph Martin Wieland

## Vanjske poveznice

### Primarni izvori
- “On the Sublime” by Schiller
- “Introduction to the Propyläen” by Goethe

### Ostali izvori
- Weimar Classicism in Literary Encyclopedia
- Klassik Stiftung Weimar (njem.)
- Goethes Allianz mit Schiller (njem.)
- Der späte Goethe (njem.)
- Centre for Intercultural Studies—Ernst Cassirer and Weimar Classicism  Arhivirana inačica izvorne stranice od 29. travnja 2006. (Wayback Machine)
- English Goethe Society  Arhivirana inačica izvorne stranice od 19. veljače 2007. (Wayback Machine)
- Goethe Society of North America